# 南方利齒脂鯉
南方利齒脂鯉，為輻鰭魚綱脂鯉目脂鯉亞目狼牙脂鯉科的其中一個種，分布於南美洲烏拉圭河及黑河流域，體長可達44.4公分，棲息在河川中底層水域，生活習性不明。